# Reprezentacja Estonii na Mistrzostwach Europy w Wioślarstwie 2010
Reprezentacja Estonii na Mistrzostwach Europy w Wioślarstwie 2010 liczyła 17 sportowców. Najlepszym wynikiem było 2. miejsce w dwójce podwójnej mężczyzn.

## Medale

### Złote medale
Brak

### Srebrne medale
dwójka podwójna mężczyzn (M2x): Allar Raja, Kaspar Taimsoo

### Brązowe medale
Brak

## Wyniki

### Konkurencje mężczyzn
- jedynka (M1x): Tõnu Endrekson – 5. miejsce
- dwójka podwójna (M2x): Allar Raja, Kaspar Taimsoo – 2. miejsce
- czwórka podwójna (M4x): Igor Kuzmin, Vladimir Latin, Valeri Prosvirnin, Andrei Jämsä – 8. miejsce
- ósemka (M8+): Rauno Talisoo, Alo Kuslap, Kaur Kuslap, Martin Neerot, Artur Maier, Sten-Erik Anderson, Jaan Laos, Andrus Sabiin, Siim Schvede – 8. miejsce

### Konkurencje kobiet
- jedynka (W1x): Kaisa Pajusalu – 6. miejsce